# Harry Karlsson

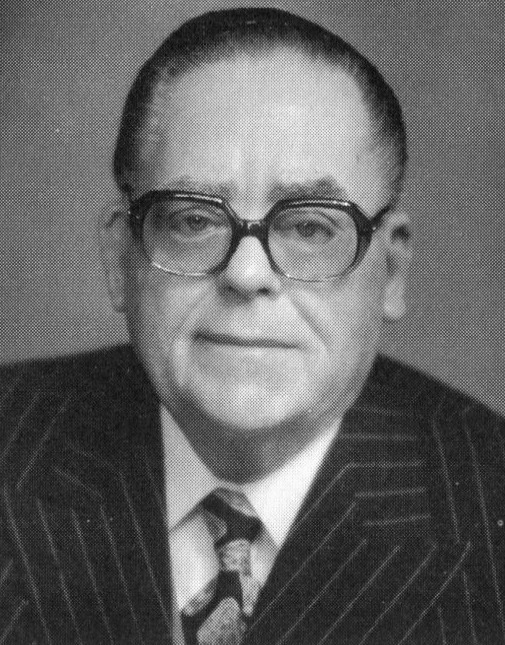
Harry Karlsson.

Frans Harry Karlsson, född 12 juni 1903 i Trelleborg, död 22 mars 1988 i Lund, var en svensk byggmästare.

## Biografi
Harry Karlsson var son till slaktarmästare Johannes Karlsson och Anna Isaksson. Han drev byggmästeri i Lund sedan 1936 och byggde upp och ledde Byggnads AB Harry Karlsson, senare 1967 sålt till John Mattson Byggnads AB inom Industrivärdengruppen, samt H-K Industri AB. Harry Karlsson utvecklade, med inspiration från USA, förfabricerade småhus i två delar för montering på hustomten. Med lätta material, bland annat fasadplåt i aluminium och takplåt, gjordes också dessa huselement lättare än tidigare för att ge lägre kostnad för transport till byggarbetsplatsen.
År 1954 låg han bakom bomässan Bo54 i Lund för att förevisa de enkla, billiga radhus han byggt med den norske byggmästaren Olav Selvaags metod och kallades Selvaaghusen. Husen blev Harry Karlssons genombrott som storbyggmästare. 

### Familj
Harry Karlsson var 1926–1940 gift med Hedda Nilsson (1903–1983)  och 1940–1950 med Marianne Wahlgren (1904–1995). Han hade sex barn, bland andra fotografen Stig T. Karlsson (1930–2015) och byggmästaren Sven-Harry Karlsson (född 1931) i första äktenskapet samt författaren Anna Wahlgren (1942–2022) i andra äktenskapet. Han är också morfar till Sara Danius, Felicia Feldt, Linus Feldt och Eleonora von Essen. Harry Karlsson är begravd på Norra kyrkogården i Lund.